# Sony Ericsson W880i
El Sony Ericsson W880i es un móvil extraplano distribuido por Sony Ericsson en el año 2007. 
Puede reproducir y almacenar hasta 900 canciones y con el sistema Mega Bass™ las frecuencias graves son mejoradas para una calidad de sonido superior. 
Tiene una cámara digital integrada de 2 megapixeles (sin flash ni autofocus) para fotos y vídeo, con una pantalla que hace de visor, menús especiales e interacción directa con funciones de imagen y mensajería en el teléfono. 
Al tratarse de un móvil 3G puede ser utilizado para realizar videollamadas a otros móviles.
Ofrece acceso rápido y fácil a Internet de banda ancha, con lo que se pueden realizar videollamadas, transmisión ininterrumpida de audio y vídeo, navegación por Internet, mensajes multimedia y correo electrónico en cualquier sitio. 
Gracias a este acceso puede suscribirse a fuentes RSS, actualizar un blog y cuenta con Push Email para descargar los correos electrónicos en cuanto se reciban.
También puede conectarse a través de USB, Bluetooth y Módem. 
Incorpora la función Modo de vuelo que desactiva los transmisores y receptores de radio para que puedan utilizarse algunas funciones en lugares como los aviones o los hospitales.

## Especificaciones
| Bandas       | GSM 900/1800/1900 UMTS 2100 |
| Peso         | 71 g |
| Dimensiones  | 103,0 x 46,0 x 9,0 mm |
| Pantalla     | TFT 262,144 colores 240x320 pixel |
| Sonido       | MP3 AAC WMA |
| Memoria      | 26,34 MB Memory Stick Micro™ (M2™) support (La memoria libre real puede variar según la preconfiguración del teléfono, normalmente, queda en 16 MB) |
| Batería      | El rendimiento de la batería puede variar en función de la red y del uso del teléfono.                                                              |
| Colores      | Gris acero/ Negro ( En la versión Vodafone es negro y naranja)                                                                                      |
| Conectividad | 3G GPRS USB Bluetooth UMTS Módem |
| Mensajería   | MMS SMS Email SMS Push Email |
| Internet     | NetFront Vínculos RSS |